# Luka Potočar
Luka Potočar, né le 21 novembre 2001, est un grimpeur slovène. 

## Biographie
Potočar commence l’escalade à l’âge de cinq ans et rejoint l’équipe nationale junior de Slovénie à 15 ans, en 2016.
Lors des championnats du monde en 2021, il prend la seconde place en difficulté derrière Jakob Schubert et devant Hamish McArthur.
En 2022, il remporte le classement général de la coupe du monde en difficulté, en s’étant imposé à domicile sur l’étape de Koper. Il prend également la deuxième place des championnats d’Europe en difficulté à Munich.